# Osiedle Powstańców Śląskich (Kędzierzyn-Koźle)
Powstańców Śląskich – dzielnica Kędzierzyna-Koźla (województwo opolskie). Dawniej osiedle, błędnie nazywane „Osiedlem Wschód”.
Wchodzi w skład osiedla administracyjnego Osiedle Piastów-Powstańców Śląskich.

## Komunikacja
Miejski Zakład Komunikacyjny w Kędzierzynie-Koźlu posiada w dzielnicy Powstańców Śląskich 1 przystanek autobusowy: os. Piastów II.
Kursują tutaj autobusy siedmiu linii: 2, 3, 7, 8, 10, 12, 13 oraz 15.

## Kultura
- Klub Muzyczny „Kajtek” (ul. Królowej Jadwigi 10). Organizuje Przegląd Zespołów Rockowych „Piwnica”.
- Kompleks sportowo-rekreacyjny "Piast Arena"

## Kościoły i Związki Wyznaniowe

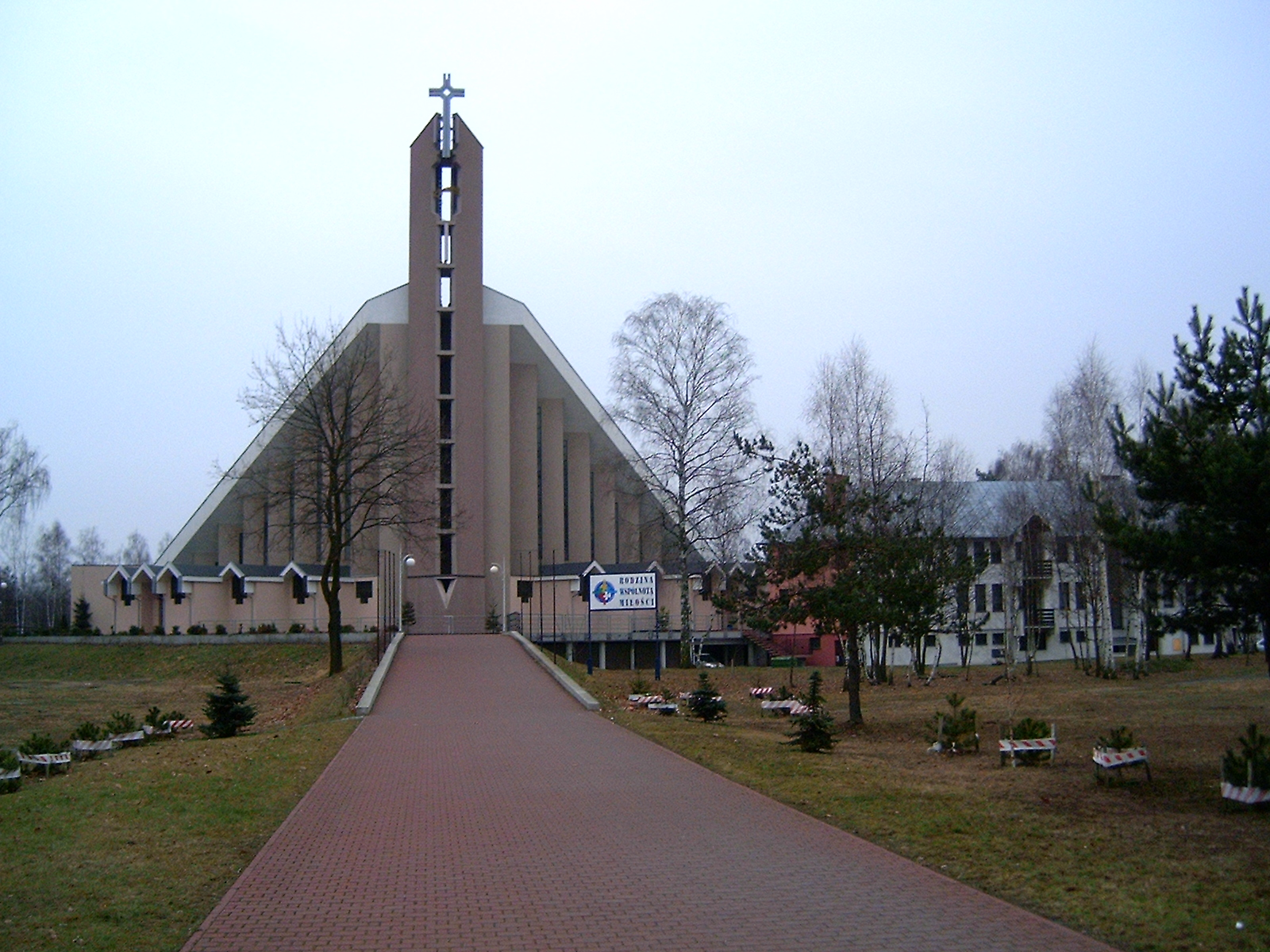
Kościół pw. Ducha Św. i NMP Matki Kościoła

- Rzymskokatolicka Parafia Ducha Św. i NMP Matki Kościoła, ul. B. Krzywoustego 2